# Akeomi Nitta
 (juin 2025).
Si vous disposez d'ouvrages ou d'articles de référence ou si vous connaissez des sites web de qualité traitant du thème abordé ici, merci de compléter l'article en donnant les références utiles à sa vérifiabilité et en les liant à la section « Notes et références ».
Akeomi Nitta (新田 明臣, Nitta Akeomi) est un boxeur pieds-poings japonais. Il est né le 23 juillet 1973 et mesure 1,80 m pour 70 kg.

## Titres
Champion Super welters de Muay Thai WKA
A la date du 4 février 2006, Akeomi Nitta totalise 43 combats pour 30 victoires contre 10 défaites et 3 nuls.
Quelques victoires :
- 21/12/97   contre le japonais Takayuki Kohiruimaki par KO au 4e round
- ??/03/00   contre Mohamed Owali
- 23/02/05   contre le japonais Ash-Ra par KO au 2e round
- 23/02/05   contre le japonais Takehiro Murahama par décision au 3e round
- 20/07/05   contre le japonais Koutetsu Boku par décision au 3e round